# Patricia Huntingford
Patricia Ann Huntingford (12 luglio 1940) è una nuotatrice australiana.
Specializzata nel dorso, ha partecipato ai Giochi di Melbourne 1956, gareggiando nei 100m dorso, conquistando il 13º posto.